# Nikos Zisis
Nikolaos "Nikos" Zisis (en griego:  Νικόλαος Ζήσης , nació el 16 de agosto de 1983 en Salónica, Grecia) es un exjugador de baloncesto de Grecia.

## Trayectoria
Se formó en las categorías inferiores del AEK Atenas debutando en la máxima categoría del baloncesto heleno en la temporada 2000-01. Siguió su carrera en el club ateniense hasta que se trasladó a Italia en la temporada 2005-06 firmando por el Benetton Treviso hasta la 2006-07. Se trasladó posteriormente a Rusia la temporada 2007-08, firmado por el PBC CSKA Moscú para volver a Italia para la temporada 2009-10, firmado por el Montepaschi  Siena, donde jugó hasta la temporada 2011-12.
Posteriormente ha formado parte del Bilbao Basket (2012-13), UNICS Kazán (2013-14), Fenerbahçe (2014-15).
Tras su paso por Turquía, en julio de 2015 fichó por el Brose Bamberg alemán, donde estuvo hasta el final de la temporada 2018-19.
En julio de 2019 se comprometió por dos temporadas con el Club Joventut de Badalona, aunque solo disputó en el club verdinegro diecisiete encuentros, ya que en enero de 2020 regresó a la disciplina del AEK Atenas B.C., club en el que militó desde 2000 hasta 2005.
En su laureada trayectoria destaca el título de la Euroliga del 2008 lograda con el PBC CSKA Moscú, internacional con Grecia con el que ganó la medalla de oro en el Campeonato Europeo de 2005,  plata en el Campeonato del Mundo 2006, bronce en el Campeonato de Europa de 2009, ha disputado los Juegos Olímpicos de 2004 y 2008, medalla de plata en los Juegos del Mediterráneo 2001. En clubes ha sido Campeón en Grecia 2001-02 con el AEK de Atenas, de Italia en 2005-06 con Benetton Treviso y en 2011-12, 2010-11, 2009-10 Montepaschi Siena, además del Campeonato Nacional de Rusia con el PBC CSKA Moscú las temporadas 2007-08 y 2008-09.
También ha sido campeón de Copa en Grecia (2001) con el AEK de Atenas, en Italia (2007) con Benetton Treviso y Montepaschi Siena (2010, 2011 y 2012) además de Supercopas de Italia, ha sido miembro de la selección griega sub-16, U- 18 y Sub-20 con las que ganó la medalla de plata en el 1999 de Europa Sub-16, bronce en el Europeo de 2000 Sub-18 y oro en el Europeo Sub-20.

## Palmarés

### Competiciones nacionales
- Copa de Grecia: 1

AEK Atenas : 2001
- A1 Ethniki: 1

AEK Atenas : 2002
- LEGA: 4

Pallacanestro Treviso: 2006
Montepaschi Siena : 2010, 2011, 2012
- Supercopa italiana: 4

Pallacanestro Treviso: 2006
Montepaschi Siena : 2009, 2010, 2011
- Copa de Italia: 3

Montepaschi Siena : 2010, 2011, 2012
- Liga de Rusia: 2

CSKA Moscú: 2008, 2009
- Copa de Alemania:

Brose Baskets: 2017, 2019
- Basketball Bundesliga:

Brose Baskets: 2016, 2017
- VTB United League:

CSKA Moscú: 2008

### Internacional
- Euroliga: 1

CSKA Moscú 2007-08

### Individual
- MVP Europeo Sub-20 (1): 2002